# Cadence 3
Cadence 3 est une émission de variétés diffusée sur FR3 du 3 février 1983 au 12 juin 1985 à 20 h 35 et présentée par Guy Lux depuis le studio 102 de la Maison de la radio à Paris, avec en duplex un second plateau installé en province et animé par Pascal Danel (février 1983 - mars 1983), puis Frédéric Gérard (avril 1983 - juin 1983) et enfin Sophie Darel (septembre 1983 - juin 1984).

## Principe de l'émission
Cadence 3 était partagée entre le plateau parisien du studio 102 de la Maison de la radio, où Guy Lux recevait de grandes stars de la chanson ou de l'humour (Sheila, Michel Sardou, Sylvie Vartan, etc.) et un second plateau installé en province dans diverses régions françaises pour accueillir trois nouveaux talents de province mis en compétition que les téléspectateurs devaient départager en appelant SVP 11 11 pour voter pour leur candidat préféré. Un jury votait également et le gagnant remportait 5000 francs. Les trois candidats de la première émission étaient Jean-Luc Lahaye, Cook Da Books et Rose Laurens. Certains devinrent de grands noms peu après comme Jean-Jacques Goldman ou Culture Club.
Cette émission relance la carrière de Guy Lux qui avait quitté la télévision l'année précédente à la suite de l'alternance politique. Pascal Danel, qui faisait alors une parenthèse dans sa carrière de chanteur, était également concepteur et coproducteur de l'émission et compositeur du générique. Il enchaîna avec la production de Macadam, une émission de variétés scénarisée, sans présentateur.
Au fil des mois, la mécanique de Cadence 3 est souvent modifiée. Il n’est pas rare d’entendre Guy Lux accueillir ses fidèles en annonçant « une nouvelle formule ». À la rentrée de septembre 1984, sa complice de toujours, Sophie Darel, reprend la coanimation. L’émission abandonne le duplex de province et est alors composée de trois séquences : « Cadence parade » (les succès du moment), « Cadence rétro » (les succès d’hier par les artistes d’aujourd’hui) et « Cadence 3 étoiles » (les étoiles de la chanson).
En janvier 1984, Cadence 3 devient Cadence 3 - Ring Parade. Guy Lux reprend ainsi l’un de ses concepts à succès du passé. Le principe : cinq chanteurs et leur chanson sont soumis au vote du public. Pour la première, Claude Barzotti, Bruna Giraldi, Gérard Blanchard, Bandolero et Daniel Guichard se prêtent à l’exercice. Pour les accompagner, Guy Lux et Sophie Darel font appel aux animateurs de radios.